# إيرنيستو براون
إيرنيستو براون (بالإسبانية: Ernesto Brown)‏ (7 يناير 1885 بالأرجنتين - 12 يوليو 1935) هو لاعب كرة قدم أرجنتيني في مركز الوسط. شارك مع منتخب الأرجنتين لكرة القدم. أما مع النوادي، فقد لعب مع Alumni Athletic Club ‏.

## وصلات خارجية
- إيرنيستو براون على موقع قاعدة بيانات كرة القدم.إي يو (الإنجليزية)
- إيرنيستو براون على موقع ناشيونال فوتبول تيمز (الإنجليزية)